# Копылов, Юрий Михайлович
Ю́рий Миха́йлович Копыло́в (род. 3 апреля 1946, Владивосток) — бывший мэр города Владивостока (2000—2004).

## Биография
В 1965 году окончил мореходное училище в Находке, получив специальность техник-технолог. По окончании училища поступил на работу в «Востокрыбхолодфлот». В 1985 году окончил Дальневосточный государственный технический рыбохозяйственный университет. В течение 7 лет Юрий Копылов занимал должность первого секретаря Первомайского райкома КПСС г. Владивостока.
В 1998 году Юрий Копылов занял пост исполняющего обязанности главы администрации Владивостока, а в 2000 году он был избран на пост мэра. В 2004 году Копылов принял участие в выборах мэра Владивостока, но в первом туре действующий мэр занял лишь 3-е место, уступив Владимиру Николаеву и Виктору Черепкову, но вскоре по решению суда Черепков был отстранён от участия во втором туре, и его место должен был занять Копылов, но Юрий Михайлович принял решение снять свою кандидатуру с выборов.
В мае 2007 года Копылов федеральным судом Ленинского района города был приговорён к 4 годам лишения свободы условно по статье 286 УК РФ «Превышение служебных полномочий». В 2003 году Копылов из городского бюджета профинансировал строительство колумбария, который должен был стать подарком ветеранам войны ко Дню Победы. Контракт на строительство был заключён с японской фирмой «Сирояма» и был рассчитан на 6,5 млн рублей, однако этот контракт был заключён с грубыми нарушениями законодательства — он был оформлен без согласования с органом представительной власти и без проведения обязательного конкурса на размещение муниципального заказа.
В декабре 2008 года Копылов вновь оказался на скамье подсудимых. Ленинский районный суд г. Владивостока Приморского края вынес обвинительный приговор Копылову по статье 285 УК РФ «Злоупотребление должностными полномочиями». Копылов был осуждён за то, что в 1999 году из бюджетных средств было выделено более 4 млн руб. за охрану подъезда дома, где в одной из квартир проживал Копылов с семьёй. Круглосуточный милицейский пост просуществовал там с ноября 1999 года по июль 2004 года. Таким образом, глава администрации незаконно обеспечил себя, членов своей семьи и личное имущество охраной за счёт государственных средств. В итоге Копылов был приговорён к 3 годам лишения свободы условно с испытательным сроком 2 года, а также в течение 3 лет ему было запрещено занимать какие-либо должности в органах местного самоуправления.
Однако уже в июле 2009 года с Копылова была снята судимость за постройку колумбария, а в мае 2010 года с него сняли судимость и за организацию охраны.